# Gideon Francois Smith
Gideon Francois Smith ( 1959 - ) es un botánico, profesor y explorador sudafricano. En 1991, obtuvo su Ph.D. en la Universidad de Pretoria.

## Algunas publicaciones
- Gideon Francois Smith, Abraham Erasmus Van Wyk. 1992. Systematic leaf anatomy of selected genera of southern African Allooideae (Asphodelaceae). 9 pp.
- Elsie M. A. Steyn, Gideon F. Smith. 1998. Welwitschiaceae. Parte 3 de Species plantarum: flora of the world. Ed. Australian Biological Resources Study. 8 pp. ISBN 0642568065
- E. M. A. Steyn, G. F. Smith, K. D. Hill, A. E. Orchard. 1991. Stangeriaceae. Parte 2 de Species plantarum - flora of the world. 9 pp. ISBN 0642568057

### Libros
- 1991. Contributions to the systematics of selected genera of Alooideae (Asphodelaceae). 790 pp.
- ------------, Christopher K. Willis, Marthina Mössmer. 1999. Southern African herbarium needs assessment. Volumen 6 de Southern African Botanical Diversity Network report. 88 pp. ISBN 1919795456
- Abraham E. van Wyk, Gideon F. Smith. 2001. Regions of floristic endemism in southern Africa: a review with emphasis on succulents. Ed. Umdaus Press. 199 pp. ISBN 1919766189
- Tamara Jane Smith, Gideon F. Smith, Yolande Steenkamp. 2004. Herbaria in SABONET countries: building capacity and meeting end-user expectations. N.º 29 de Southern African Botanical Diversity Network Report. Ed. SABONET. 39 pp. ISBN 1919976116
- 2007. Cacti and Succulents: A Complete Guide to Species, Cultivation and Care. Ed. Ball Publ. 160 pp. ISBN 1883052556
- ------------, A.E. van Wyk. 2008. Aloes in Southern Africa. Ed. Struik Publ. 136 pp. ISBN	1770074627

## Honores
- En 2004, recibió el "Premio Cactus d'Or"

### Epónimos
- (Arecaceae) Rhopaloblaste gideonii  Banka[1]
- (Ericaceae ) Rhododendron gideonii  Argent[2]
- (Rosaceae) Prunus gideonii  W.N.Takeuchi[3]

- La abreviatura «Gideon F.Sm.» se emplea para indicar a Gideon Francois Smith como autoridad en la descripción y clasificación científica de los vegetales.[4]